# 25191 Rachelouise
25191 Rachelouise este un asteroid din centura principală de asteroizi.

## Descriere
25191 Rachelouise este un asteroid din centura principală de asteroizi. A fost descoperit pe 26 septembrie 1998 la Socorro, New Mexico, în cadrul proiectului LINEAR. Asteroidul prezintă o orbită caracterizată de o semiaxă mare de 2,73 ua, o excentricitate de 0,09 și o înclinație de 6,7° în raport cu ecliptica.